# Arenopontia problematica
Arenopontia problematica is een eenoogkreeftjessoort uit de familie van de Arenopontiidae. De wetenschappelijke naam van de soort is voor het eerst geldig gepubliceerd in 1970 door Masry.